# Тизенгаузен, Владимир Густавович
Влади́мир Гу́ставович Тизенга́узен (нем. Ernst Woldemar Baron von Tiesenhausen; 25 февраля 1825, Нарва — 2 февраля 1902, Санкт-Петербург) — историк-востоковед, нумизмат, археолог. Член-корреспондент Императорской Санкт-Петербургской Академии наук по разряду восточной словесности (1893). Представитель рода баронов Тизенгаузенов.

## Биография
Образование получил в Санкт-Петербургском университете по отделению восточной словесности (1848). Был одним из учеников Х. Д. Френа. Не имея состояния, после окончания университета 12 лет служил мелким чиновником. Службу начала письмоводителем при командире северного округа морской строительной части; через 4 года был переведён секретарём в Медицинский департамент; затем служил в строительной части Императорского Двора.
Наконец, в 1861 году он был назначен производителем дел в Императорскую археологическую комиссию, где служил до 1900 года: с 1864 года — младший член, с 1876 — старший член, с 1895 года — товарищ председателя.
Занимался многочисленными раскопками греческих городов и скифских курганов на территории Украины и Северного Кавказа. Так, например, в 1878 году производил раскопки Синдо-меотского городища — «Семибратнее».